# Phyllachora fici-hispidae
Phyllachora fici-hispidae är en svampart som beskrevs av Seshadri 1968. Phyllachora fici-hispidae ingår i släktet Phyllachora och familjen Phyllachoraceae.   Inga underarter finns listade i Catalogue of Life.